# Corvus viriosus
Il corvo beccosottile (Corvus viriosus James & Olson, 1991) è un uccello passeriforme della famiglia Corvidae.

## Etimologia
Il nome scientifico della specie, viriosus, deriva dal latino e significa "robusto", in riferimento alla costituzione massiccia del cranio: il loro nome comune non deve generare confusione col quasi omonimo corvo beccofine.

## Descrizione

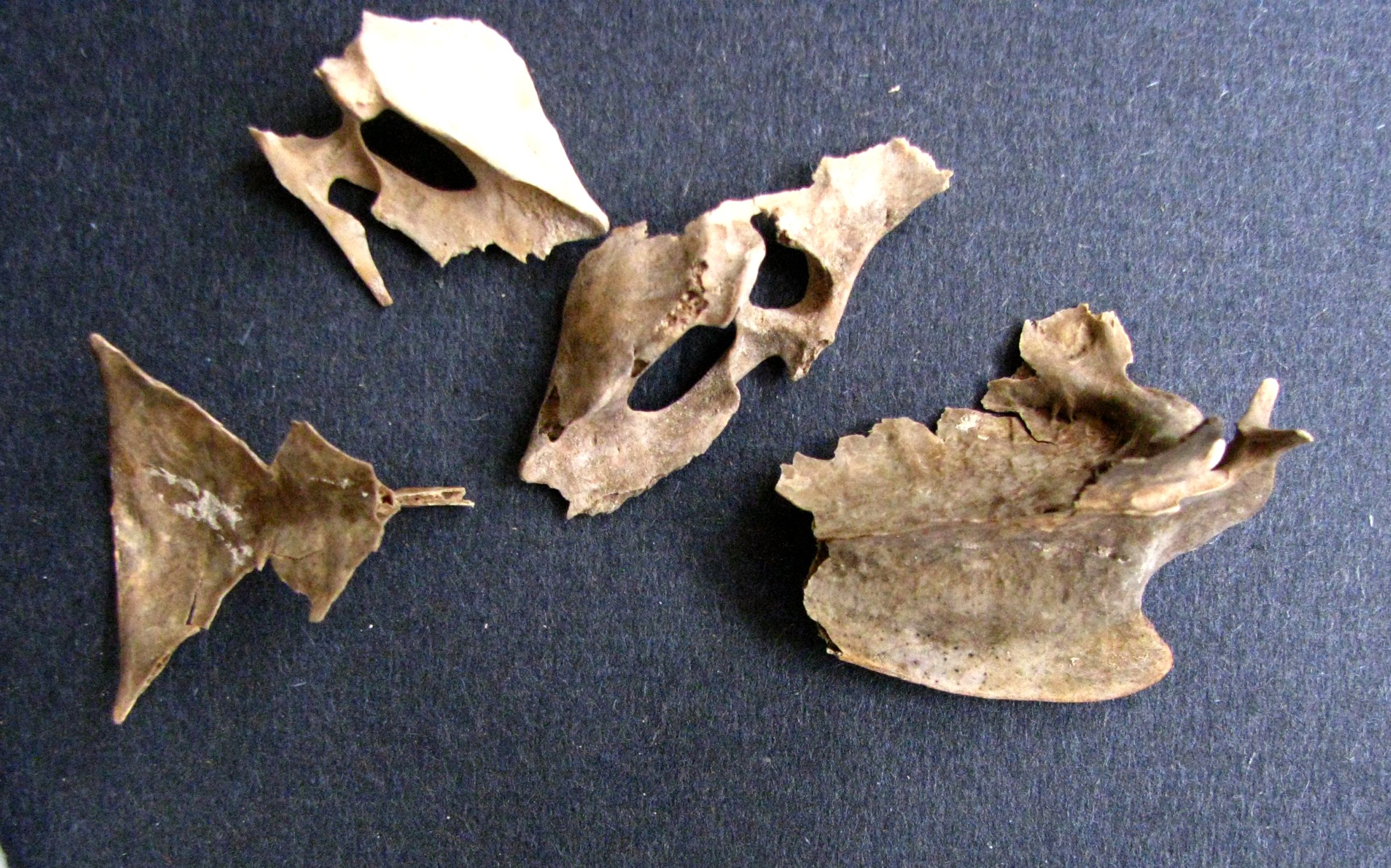
Ossa toraciche di corvo beccosottile e corvo beccolargo.

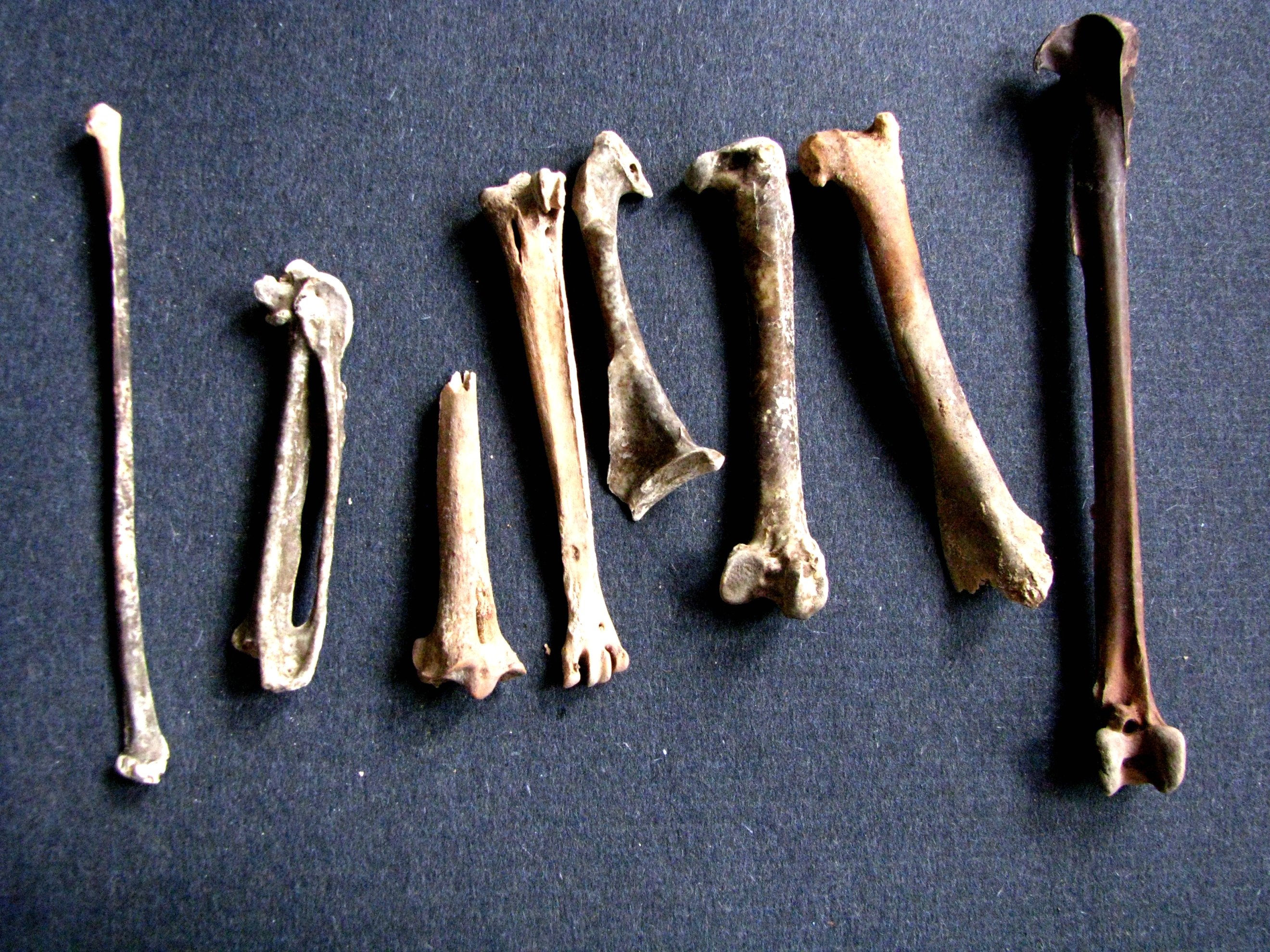
Ossa di zampe ed ali di corvo beccosottile e corvo beccolargo.

In base ai resti rinvenuti finora si è osservato che corvo beccosottile, in vita, era leggermente più grande del corvo delle Hawaii, ma mediamente più piccolo rispetto al corvo beccolargo: la specie (come del resto intuibile dal nome comune) presentava becco relativamente lungo e sottile, conico, dritto (soprattutto la mandibola inferiore, mentre quella superiore presentava una lieve curvatura verso il basso nella sua metà distale) e appuntito, caratterizzato (similmente a quanto osservabile nel corvo beccolargo) dall'ossificazione marcata dell'area nasale. Il corvo beccofine presentava zampe lunghe e robuste, ali anch'esse lunghe e forti, ed omero che mancava di una particolare conca all'estremità, riscontrabile invece nelle altre due specie di corvo hawaiiano.
Pur mancando dati circa la colorazione di questi uccelli, molto verosimilmente essi possedevano piumaggio nero, eventualmente con presenza di riflessi metallici.

## Biologia
Si ritiene che questi uccelli, similmente agli altri corvi, vivessero in coppie o in gruppetti, fossero monogami (coi due sessi che collaboravano nelle varie fasi dell'evento riproduttivo), diurni, onnivori e molto opportunisti.

## Distribuzione e habitat
I resti ascrivibili a questa specie sono stati rinvenuti alle Hawaii, con l'olotipo reperito assieme ai fossili dell'affine corvo beccolargo nei tunnel di lava di Kalaeloa, sull'isola di Maui, ed altri fossili rinvenuti in vari siti dell'isola di Molokai.

## Estinzione
Il corvo beccosottile, assieme a gran parte della fauna endemica delle Hawaii, sembrerebbe essersi estinto prima dell'arrivo degli europei, in corrispondenza dell'arrivo dei coloni Polinesiani nell'arcipelago e dell'alterazione dell'habitat ed introduzione di predatori che ad esso conseguì.